# Flensburg Galerie
Flensburg Galerie er et indkøbscenter i Flensborgs centrum. Hovedindgangen ligger direkte ved Flensborgs gågade Holmen og ved Søndertorvet. Den anden indgang befinder sig i Angelbogade/Angelburger Straße. Indkøbscentret indeholder 80 butikker i tre etager og desuden også byens tyske bibliotek, en aftenskole for voksne samt offentlige kontorer. Der er i tilknytning til centret en parkeringskælder med 250 pladser, og der er yderligere cirka 1000 pladser i umiddelbar nærhed af centret. Det ejes af investeringsselskabet Trigon Invest.